# Rhytiodus argenteofuscus
Rhytiodus argenteofuscus är en fiskart som beskrevs av Kner, 1858. Rhytiodus argenteofuscus ingår i släktet Rhytiodus och familjen Anostomidae. Inga underarter finns listade i Catalogue of Life.